# Karang Rowo
Karang Rowo is een bestuurslaag in het regentschap Kudus van de provincie Midden-Java, Indonesië. Karang Rowo telt 6886 inwoners (volkstelling 2010).